# Hôtel du Nord

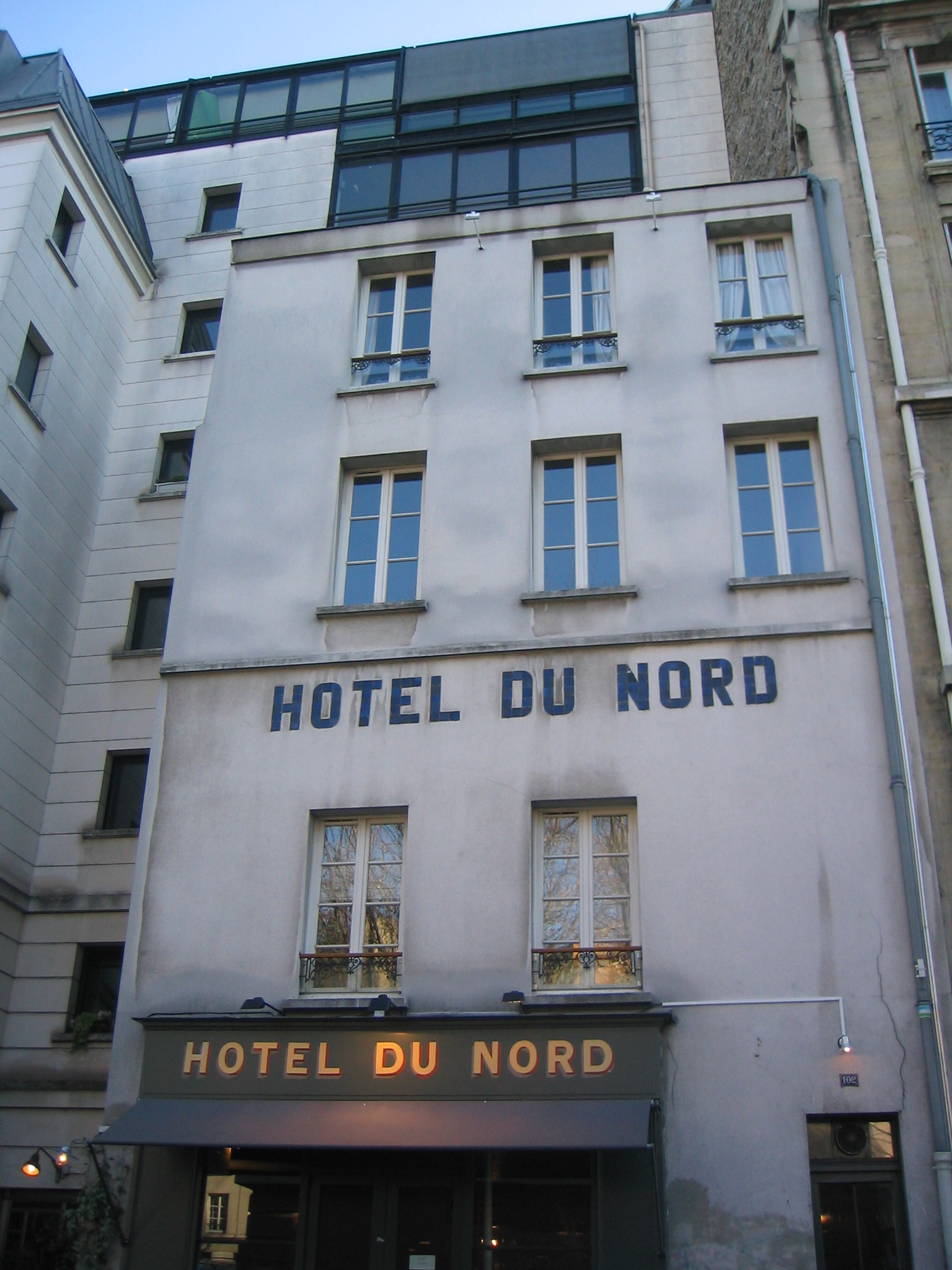
El hoy clásico Hotel du Nord.

Hôtel du Nord (Hotel del Norte) es un largometraje dirigido por el realizador francés Marcel Carné en 1938 y protagonizado por Annabella, Louis Jouvet, Arletty y Jean-Pierre Aumont.

## Sinopsis
En 1938, los encargados y los huéspedes del Hotel del Norte –a la vera del Canal Saint-Martin de París— celebran una comunión. Durante la cena, una pareja de jóvenes enamorados llegan para alquilar una habitación en la que piensan suicidarse. Durante la noche, se oye un disparo. La mujer (Annabella) queda herida y el suicida fallido (Jean-Pierre Aumont) desaparece con la complicidad de un cliente (Louis Jouvet) del hotel. Los hoteleros acogen a la joven durante su convalecencia y la contratan como camarera. Su vida se mezclará con la de los demás huéspedes del hotel, y en particular con la de una pareja pintoresca, una prostituta (Arletty) y su protector (Jouvet).

## Sobre la película
Es el segundo film de la trilogía del realizador francés –los otros son Quai des Brumes y Le Jour se Lève— en la que los protagonistas están marcados por la fatalidad.
La película está basada en la novela homónima de Eugène Dabit, que era el hijo de los dueños del hotel, pero que murió antes de poder ver su novela plasmada en la pantalla grande. Para la adaptación cinematográfica Carné pensaba recurrir al poeta Jacques Prévert, su guionista habitual, pero como este no estaba disponible encargó el guion y los diálogos a Jean Aurenche y Henri Jeanson. A excepción de algunas escenas en exteriores, la película no se rodó en el mismo hotel, sino que este y sus alrededores, incluido el canal, fueron reconstituidos escrupúlosamente en exteriores a proximidad de los estudios de grabación de Boulogne-Billancourt. Durante la preparación del rodaje, Carné pasaba largos ratos en el bistró del hotel para empaparse del ambiente popular y jocoso del barrio, ese mismo ambiente popular del París de los años 1930 que contribuyó al enorme éxito de la película.
La película contiene la que es probablemente la réplica más famosa del cine francés. En una de las compuertas del canal, cuando el amante de la prostituta Raymonde, el ladrón Edmond, le cuenta que desea ir a pescar sin ella para cambiar de ambiente (o atmósfera), porque ella encarna esta atmósfera, ella responde enfurecida, con su típico acento parisino «Atmosphère ! Atmosphère ! Est-ce que j'ai une gueule d'atmosphère ? » ("¡Atmósfera! ¡Atmósfera! ¿Acaso tengo cara de atmósfera?"). El autor de los diálogos, Henri Jeanson, afirmó que escribió la frase específicamente para Arletty y que si la hubiese pronunciado otra actriz, habría pasado desapercibida y nunca habría tenido tanto impacto.
El film es un clásico del cine francés, y su renombre evitó en 1989 la demolición del hotel situado en el distrito X en el n.º 102 del Quai de Jemmapes al declararse su fachada monumento histórico de Francia.

## Elenco
- Annabella - Renée
- Jean-Pierre Aumont - Pierre
- Louis Jouvet - Monsieur Edmond
- Arletty - Raymonde, la prostituta.
- Paulette Dubost - Ginette
- Andrex - Kenel
- André Brunot - Emile Lecouvreur
- Henri Bosc - Nazarède
- Marcel André - El cirujano
- Bernard Blier - Prosper
- Jacques Louvigny - Munar
- Armand Lurville - El comisario (como Lurville)
- Jane Marken - Louise Lecouvreur
- Génia Vaury - La enfermera
- François Périer - Adrien
- René Bergeron - Maltaverne

## Ficha técnica
- Realización: Marcel Carné
- Guion: Jean Aurenche y Henri Jeanson, basado en la novela de Eugène Dabit, L'Hôtel du Nord (Éditions Denoël, 1929)
- Diálogos: Henri Jeanson
- Decorados: Alexandre Trauner
- Vestuario: Lou Tchimoukow, vestido Zip para Arletty
- Fotografía: Armand Thirard
- Sonido: Marcel Courmes
- Montaje: René Le Hénaff, Marthe Gottié
- Música: Maurice Jaubert
- Producción: Onésime Grinkrug, Jean Lévy-Strauss, Joseph Lucachevitch
- Productora: Impérial Film (Francia), SEDIF (Société d'exploitation et de distribution de films, Francia)
- Distribución: Cocinor (Francia), MK2
- País: Francia
- Rodaje:
  - Lengua: francés
  - Inicio: 19 de septiembre de 1938
  - Estudios de grabación: Paris-Studios-Cinéma (Billancourt), Studios Francœur-Pathé-Cinéma (París, XVIII)
  - Exteriores: X Distrito de París
- Formato: 35 mm, blanco y negro
- Género: comedia dramática
- Duración : 95 minutos
- Estreno: Francia, 10 de diciembre de 1938